# Musée Hokusai
 (mai 2025).
Si vous disposez d'ouvrages ou d'articles de référence ou si vous connaissez des sites web de qualité traitant du thème abordé ici, merci de compléter l'article en donnant les références utiles à sa vérifiabilité et en les liant à la section « Notes et références ».
Le musée Hokusai est un musée d'art situé à Obuse, une ville du district  de Kamitakai, dans la préfecture de Nagano, au Japon.
L'établissement est membre de l'Association japonaise d'ukiyo-e.

## Description
Le musée expose et abrite quelque 100 pièces, centrées sur environ 40 peintures originales de l'artiste ukiyo-e Katsushika Hokusai qui a séjourné à Obuse pendant une période prolongée à la fin de la période Edo à l'invitation de Takai Kozan. Le musée possède également une collection d'environ 3 000 livres liés à l'ukiyo-e.
Lors de l'exposition Katsushika Hokusai qui s'est tenue à Moscou et à Saint-Pétersbourg en 1966, les œuvres d'Hokusai liées à Obuse ont été présentées, ce qui a acquis une renommée mondiale. Après une exposition itinérante à travers le Japon, l'élan pour la construction d'un musée commémoratif a été donné et le musée a ouvert ses portes le 7 novembre 1976. En 1977, une fondation est créée sous la direction du maire de l'époque et elle a été agrandie et rénovée en 1991.
Depuis son ouverture, le musée est devenu un centre important pour la recherche sur Hokusai. Le musée dispose de salles d'exposition pour des œuvres scéniques originales, des projets et des vidéos, ainsi que d'une salle de formation. Les publications comprennent le « Catalogue de la collection du musée Hokusai ».

## Œuvres exposées
L'exposition comprend les peintures du plafond des chars des festivals de Kamimachi et Higashimachi, qu'Hokusai a créées en réponse aux demandes des associations de villes de Koyama et d'Obuse, ainsi que des rouleaux suspendus de « Une beauté tenant un parapluie Yanagi », « Shirabyoshi », « Hassaku Dayu », « Fleur ballon », « Deux rouleaux de chrysanthèmes », « La grande tornade » et « Dragon sur le mont Fuji », un paravent à huit panneaux des « Sept Komachi » et des lettres.
Le char du festival de Higashimachi comporte deux peintures au plafond, l'une représentant un dragon et l'autre un phénix, toutes deux mesurant 125 cm2. Le dragon est peint sur un fond cramoisi avec une utilisation intensive de feuilles d'or. Le phénix est peint en rouge, vert, vermillon, bleu et marron, avec ses ailes déployées et ses plumes de queue étirées pour englober l'ensemble du tableau et est entrecoupé de sphères dorées. Le char du festival Kamimachi est de la même taille que celui de Higashimachi et présente au plafond une peinture à deux panneaux représentant des vagues déchaînées créées par Hokusai sur du bois de paulownia. Tous deux sont désignés comme trésors de la préfecture de Nagano.